# Москера, Педро
Педро Москера Парада (исп. Pedro Mosquera Parada; 21 апреля 1988, Ла-Корунья) — испанский футболист, опорный полузащитник, воспитанник академии «Реал Мадрид», играл за «Кастилью» и провёл один матч за основную команду. Ранее также выступал за «Хетафе», «Эльче» и «Депортиво Ла-Корунья». С 2019 года играет за «Уэска».

## Карьера
Москера родился в Ла-Корунье, Галисия, и в детстве играл в роллер-хоккей за среднюю школу соседнего городка Санта-Мария-дель-Мар. В 2000 году, в 12 лет, он попал в молодежную систему мадридского «Реала». Шесть лет спустя он сыграл свой первый профессиональный матч за резервистов «Реала» - «Кастилью». В дебютном для себя сезоне Москера провел 4 игры (84 минуты), а команды вылетела в Сегунду В.
24 января 2010 года Москера был вызван в основную команду на матч против «Малаги», но остался на скамейке. Два месяца спустя он все-таки дебютировал за основную команду «Реала»: в выигранном 4-2 матче против «Хетафе» он на одну минуту вышел на замену вместо Хави Алонсо. Этот матч так и остался единственным для игрока в футболке «Реала».
12 июля 2010 года Москера подписал пятилетний контракт с «Хетафе», воссоединившись со своим бывшим тренером - Мичелом, тренировавшим его в Кастилье. 28 июля он дебютировал за клуб в игре против немецкого «Оснабрюка».
20 января 2012 года, не отыграв при новом тренере Луисе Гарсия Пласа ни минуты, в сезоне 2011/12, Москера согласился вернуться в «Кастилью» на правах аренды. Летом 2014 года, после весьма удачного сезона в Примере с «Хетафе», он подписал трехлетний контракт с новичком высшего дивизиона «Эльче».
27 июля 2015 года Москера расстался с исключенным из Примеры «Эльче» и перебрался по контракту на четыре года в «Депортиво Ла-Корунья».

## Достижения
Реал Мадрид Кастилья
- Победитель Сегунды: 2011/12

## Статистика
| Клуб                 | Сезон   | Лига  | Лига | Кубок | Кубок | Еврокубки | Еврокубки | Итого | Итого |
| Клуб                 | Сезон   | Матчи | Голы | Матчи | Голы  | Матчи     | Голы      | Матчи | Голы  |
| -------------------- | ------- | ----- | ---- | ----- | ----- | --------- | --------- | ----- | ----- |
| Реал Мадрид Кастилья | 2006–07 | 4     | 0    | —     | —     | —         | —         | 4     | 0     |
| Реал Мадрид Кастилья | 2007–08 | 27    | 1    | —     | —     | —         | —         | 27    | 1     |
| Реал Мадрид Кастилья | 2008–09 | 33    | 1    | —     | —     | —         | —         | 33    | 1     |
| Реал Мадрид Кастилья | 2009–10 | 34    | 4    | —     | —     | —         | —         | 34    | 4     |
| Реал Мадрид Кастилья | Итого   | 98    | 6    | —     | —     | —         | —         | 98    | 6     |
| Реал Мадрид          | 2009–10 | 1     | 0    | 0     | 0     | 0         | 0         | 1     | 0     |
| Реал Мадрид          | Итого   | 1     | 0    | 0     | 0     | 0         | 0         | 1     | 0     |
| Хетафе               | 2010–11 | 14    | 0    | 3     | 0     | 4         | 0         | 21    | 0     |
| Хетафе               | 2011–12 | 0     | 0    | 0     | 0     | 0         | 0         | 0     | 0     |
| Хетафе               | Итого   | 14    | 0    | 3     | 0     | 4         | 0         | 21    | 0     |
| Реал Мадрид Кастилья | 2011–12 | 20    | 2    | —     | —     | —         | —         | 20    | 2     |
| Реал Мадрид Кастилья | 2012–13 | 38    | 3    | —     | —     | —         | —         | 38    | 3     |
| Реал Мадрид Кастилья | Итого   | 58    | 5    | —     | —     | —         | —         | 58    | 5     |
| Хетафе               | 2013–14 | 25    | 0    | 1     | 0     | —         | —         | 26    | 0     |
| Хетафе               | Итого   | 25    | 0    | 1     | 0     | —         | —         | 26    | 0     |
| Эльче                | 2014–15 | 25    | 1    | 2     | 0     | —         | —         | 27    | 1     |
| Эльче                | Итого   | 25    | 1    | 2     | 0     | —         | —         | 27    | 1     |
| Депортиво Ла-Корунья | 2015–16 | 17    | 0    | 1     | 0     | —         | —         | 18    | 0     |
| Депортиво Ла-Корунья | Итого   | 17    | 0    | 1     | 0     | —         | —         | 18    | 0     |
| Итого:               | Итого:  | 238   | 12   | 7     | 0     | 4         | 0         | 249   | 12    |